# Chris Valentine
Christopher William „Chris“ Valentine (* 6. Dezember 1961 in Belleville, Ontario) ist ein ehemaliger kanadischer Eishockeyspieler und -trainer.

## Spielerkarriere
Der Stürmer begann seine Karriere 1978/79 an der St. Louis University in der National Collegiate Athletic Association, wo er mit 71 Punkten in 34 Spielen Topscorer war. Im Jahr darauf wechselte er zu den Éperviers de Sorel in die Ligue de hockey junior majeur du Québec, wo er mit Daniel Naud, der lange Jahre in Deutschland spielte (EV Landshut, Augsburger EV) und später Trainer wurde (Augsburg und SC Bietigheim) zusammenspielte. Auch hier überzeugte er mit hervorragenden Scorerqualitäten und erzielte in den Saisons 79/80 und 80/81 128 und 142 Punkte in jeweils 72 Spielen. Schnell wurde man auf das Talent aufmerksam und so wurde Valentine beim NHL Entry Draft 1981 in der 10. Runde an 194. Stelle durch die Washington Capitals ausgewählt. Nach einem kurzen Intermezzo in der American Hockey League bei den Hershey Bears (21 Punkte in 19 Spielen) wechselte er in die beste Liga der Welt, die National Hockey League. Bis zur Saison 1983/84 spielte er abwechselnd bei den Capitals in der NHL (107 Spiele) oder aber in deren Farmteam aus Hershey.
Zur Saison 1984/85 nahm er ein Angebot der Düsseldorfer EG an. Obwohl nur als kurzzeitiges Engagement geplant, blieb er den Rest seiner Karriere bei der DEG und traf dort auf seinen kongenialen Partner Peter John Lee, mit dem er fast ein Jahrzehnt zu den Topstars des Teams und der Liga gehörte. Der Center Valentine und der Außenstürmer Lee spielten zusammen 10 Jahre für die DEG und waren mit der Grund, dass sich der Verein nach sportlich mageren Jahren in den frühen 80er Jahren wieder zu den Topteams der Liga zählen durfte. Bei der DEG brach er alle Spielerrekorde, erzielte in 596 Spielen 1.015 Punkte (380 Tore) und wurde insgesamt fünfmal Deutscher Meister (1990, 1991, 1992, 1993, 1996). Valentines Rückennummer 10 wird, ebenso wie die Nr. 12 seines Sturmpartners Lee, ihm zu Ehren bei der DEG nicht mehr vergeben.

## Erfolge und Auszeichnungen
- 1981 LHJMQ Third All-Star Team
- 1985 Top-Scorer (79 Punkte) der Eishockey-Bundesliga
- 1985 Top-Torjäger (37 Tore) der Eishockey-Bundesliga
- 1986 Top-Scorer (81 Punkte) der Eishockey-Bundesliga
- 1986 Top-Scorer der Bundesliga-Playoffs (22 Punkte)
- 1990 Deutscher Meister mit der Düsseldorfer EG
- 1991 Deutscher Meister mit der Düsseldorfer EG
- 1992 Deutscher Meister mit der Düsseldorfer EG
- 1993 Top-Scorer (70 Punkte) der Eishockey-Bundesliga
- 1993 Deutscher Meister mit der Düsseldorfer EG
- 1996 Deutscher Meister mit der Düsseldorfer EG

## Karriere-Daten als Spieler (inkl. Play-offs)
- St. Louis University (NCAA)
  - 1978/1979 - 34 Spiele - 27 Tore - 44 Assists = 71 Punkte - 52 Minuten
- Sorel Blackhawks (QMJHL)
  - 1979/1980 bis 1980/1981 - 144 Spiele - 113 Tore - 157 Assists = 270 Punkte - 252 Minuten
- Hershey Bears (AHL)
  - 1981/1982 bis 1983/1984 - 117 Spiele - 58 Tore - 91 Assists = 149 Punkte - 176 Minuten
- Washington Capitals (NHL)
  - 1981/1982 bis 1983/1984 - 107 Spiele - 43 Tore - 52 Assists = 95 Punkte - 131 Minuten
- Düsseldorfer EG (Bundesliga/DEL)
  - 1984/1985 bis 1995/1996 - 596 Spiele - 380 Tore - 635 Assists = 1015 Punkte - 912 Minuten - fünf Mal Deutscher Meister (1990,1991,1992,1993,1996)

## Trainerkarriere
Nach seiner aktiven Karriere blieb er zunächst in Düsseldorf und widmete sich der Trainertätigkeit, zunächst 1996/97 als Jugendtrainer, im Jahr danach als Cheftrainer des DEL-Teams der DEG. Mit einer komplett runderneuerten Mannschaft erreichte er die Play-offs und scheiterte im Viertelfinale an dem zukünftigen Meister, den Adler Mannheim. Große finanzielle Probleme jedoch ließen die Verantwortlichen des Vereins zur Überzeugung gelangen, dass ein Ausstieg aus der DEL und die Meldung für die neu gegründete eingleisige Bundesliga des DEB die einzige Rettung vor dem drohenden Konkurs sei. Valentine jedoch wollte diesen sportlichen Abstieg nicht mitmachen und wechselte zum EV Landshut. Auch dort überzeugte er als Trainer, hatte aber wieder das Pech, dass der Verein sich zur Saison 1999/2000 aus finanziellen Gründen aus der Liga zurückzog. Er folgte nun dem Angebot der bis dahin unter dem ehemaligen Trainer Lance Nethery erfolgreichen Adler Mannheim und coachte zur darauffolgenden Saison dieses Team. Er stand aber von Anfang an unter enormen Druck, welchem er und das neugestaltete Team was ihm zur Verfügung stand nicht standhalten konnte. Nach einer Saison erfolgte die Trennung. Nach einem einjährigen Intermezzo bei den Berlin Capitals, die zu dem Zeitpunkt nur noch Schlagzeilen durch fehlende Finanzmittel, ausstehende Spieler- und Geschäftsstellenmitarbeitergehälter, sowie grotesken Querelen der Vereinsführung machten, wechselte er zur Saison 2001/02 zu den Krefeld Pinguinen. Aber auch hier wurde er nach erheblichen Dissonanzen mit der Vereinsführung recht frühzeitig in der Saison im Dezember 2002/03 durch den späteren „Meistertrainer“ Butch Goring ersetzt.
Im Dezember 2006 übernahm Valentine das Traineramt beim österreichischen Erstligaclub EHC Liwest Blackwings Linz, verließ den Verein aber nach Saisonende.
Dies war bisher seine letzte Trainerstation, seitdem lebt er in Kanada. Im Gegensatz zu seinem langjährigen Sturmpartner Peter John Lee, der als Trainer zwar auch scheiterte, aber als Manager des DEL-Teams Eisbären Berlin seit einigen Jahren sehr erfolgreich im Geschäft ist, war es Valentine nach seiner Spielerkarriere nicht vergönnt im Eishockeygeschäft größeren Erfolg zu haben.

## Sonstiges
Chris Valentines Tochter Amanda (* 1990) war 2003 deutsche Juniorenmeisterin im Eiskunstlauf.